# Sinagoga d'Oni
La Sinagoga d'Oni és una sinagoga la ciutat d'Oni, que es troba en la regió de Ratxa (Geòrgia). La sinagoga d'Oni va ser construïda el 1895 i és la sinagoga en funcionament més antiga de la República de Geòrgia.

## Història

### Construcció

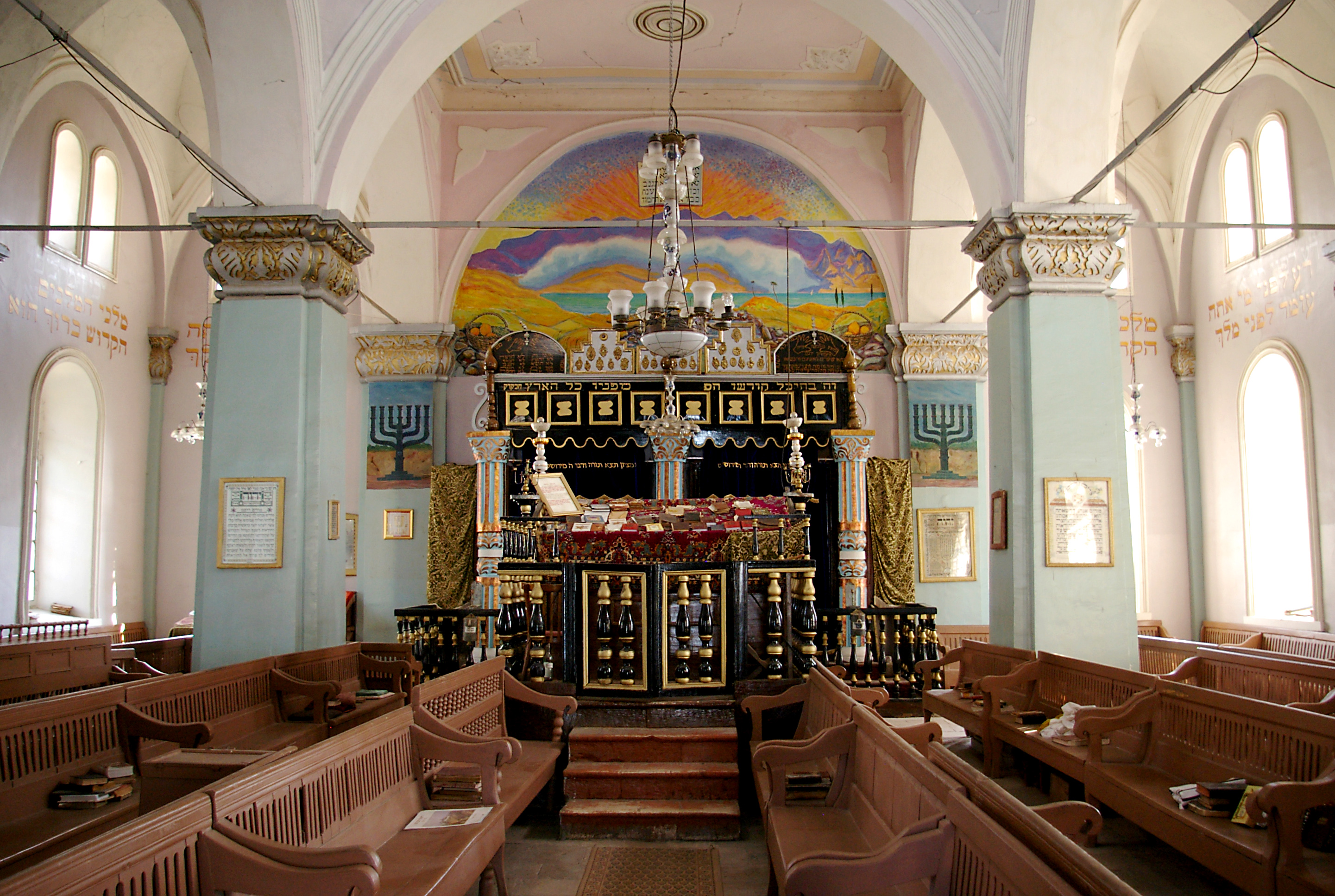
Interior de la sinagoga d'Oni

La sinagoga va ser construïda el 1895 en un estil eclèctic. És la tercera sinagoga més gran de Geòrgia després de la Gran Sinagoga de Tbilisi i la sinagoga de Kutaisi.
Durant el terratrèmol de Ratxa de 1991, la sinagoga va patir greus danys. Quatre anys més tard, va ser renovada amb el suport del govern i del Comitè Jueu Americà de Distribució Conjunta. El president de Geòrgia en aquest moment, Eduard Xevardnadze, va assistir a la cerimònia de re-dedicació.
El 2 de setembre de 2015, la sinagoga va celebrar una cerimònia pel seu 120 aniversari. Irakli Garibashvili, el primer ministre de Geòrgia en aquest moment, va assistir a la cerimònia.

## Decadència
Geòrgia acostumava a tenir 250,000 jueus, que pertanyien a una antiga comunitat que es remuntava a milers d'anys enrere. Tenien costums endèmics incloent estils especials d'oració. Als anys 70 i 90, la majoria de la població jueva es va mudar a l'estranger, principalment a Israel, i únicament uns pocs milers va romandre a Geòrgia.
Al 1972, la sinagoga tenia 3.150 congregants però a partir de 2015 aquest nombre havia caigut a només 16.